# Contigo pan y cebolla
Contigo pan y cebolla es una serie de televisión de 13 episodios, dirigida por Javier Elorrieta y emitida por Televisión española en 1997. Se trata de la adaptación para España de la famosa sitcom estadounidense The Honeymooners, que a su vez inspiró la famosa serie Los Picapiedra.

## Argumento
Narra la convivencia de dos parejas de clase obrera en la localidad madrileña de Parla. Por un lado Manolo (conductor de autobús, de carácter dominante aunque en el fondo algo ingenuo) y Teresa (paciente y comprensiva con los desmanes de su marido). Por otro lado Paco (pocero de alcantarillas, menudo y débil) Mari López (igualmente enamorada de su marido). Los maridos son grandes amigos y compartes aficiones y a veces desvaríos. Ellas intentan llevarlos por el buen camino.

## Reparto
- Ángel de Andrés López ... Manolo
- Anabel Alonso ... Teresa
- Guillermo Montesinos ... Paco Bermejo
- Violeta Cela ... Mari López

## Episodios
| N.º (serie) | N.º (temp.) | Título                            | Fecha de emisión      |
| ----------- | ----------- | --------------------------------- | --------------------- |
| 1           | 1           | «Un asunto de vida o muerte»      | 13 de enero de 1997   |
| 2           | 2           | «El trabajo de la mujer no luce»  | 20 de enero de 1997   |
| 3           | 3           | «Por favor, abandone el edificio» | 27 de enero de 1997   |
| 4           | 4           | «A mamá le encanta el mambo»      | 3 de febrero de 1997  |
| 5           | 5           | «Joven de corazón»                | 10 de febrero de 1997 |
| 6           | 6           | «Grabaciones íntimas»             | 17 de febrero de 1997 |
| 7           | 7           | «Dinero fácil»                    | 24 de febrero de 1997 |
| 8           | 8           | «Mi hermano Manolo»               | 3 de marzo de 1997    |
| 9           | 9           | «A escena»                        | 10 de marzo de 1997   |
| 10          | 10          | «Marque "P" de portero»           | 17 de marzo de 1997   |
| 11          | 11          | «Atrapados»                       | 24 de marzo de 1997   |
| 12          | 12          | «El cabeza de la casa»            | 31 de marzo de 1997   |
| 13          | 13          | «Carta al jefe»                   | 5 de abril de 1997    |